# هلن برودریک
هلن برودریک (انگلیسی: Helen Broderick; ۱۱ اوت ۱۸۹۱ – ۲۵ سپتامبر ۱۹۵۹) یک هنرپیشه اهل ایالات متحده آمریکا بود.
از فیلم‌هایی که وی در آن نقش داشته‌است می‌توان به دختر نجیب؟ اشاره کرد.